# Состен
Состен (на старогръцки: Σωσθένης; на латински: Sosthenes) e управител на Древна Македония от 279 до 277 г. пр. Хр.

## Биография
Според една хипотеза, към 287-286 г. пр. Хр. Состен е наместник на диадоха Лизимах в Йония (егейското крайбрежие на Мала Азия).
През 279 г. пр. Хр., по време на нашествието на келтите в Македония, при което загива цар Птолемей Керавън, Состен оглавява македонската армия и нанася поражение на келтския вожд Белгий. Войниците го обявяват за цар, но той отказва титлата. Следващите битки с келтите на Брен са безуспешни и Македония е опустошена.
Според хрониста Порфирий Тирски Состен умира след двугодишно управление. След смъртта му в Македония настъпва анархия до възцаряването на Антигон Гонат.